# Галяутдинов Ішмухамет Гільмутдинович
Галяутдинов Ішмухамет Гільмутдинович (1948—2015) — відомий радянський і башкирський вчений-тюрколог. Член-кореспондент АН РБ (1995), доктор філологічних наук (1992), професор (1994), заслужений працівник культури РФ (2005) і БАССР (1986).

## Біографія
Народився в с.  Сураман  Учалінського району а БАССР.
У 1969 році закінчив Башкирський державний університет.
Після закінчення вишу працював лаборантом Інституту історії, мови і літератури Уфимського НЦ РАН  Башкирської філії АН СРСР. З 1970 року — науковий співробітник Інституту історії, мови і літератури БФ АН СРСР. У 1971—1973 роках був стажером Інституту мови і літератури ім. А. С. Пушкіна АН Узбецької РСР, спеціалізуючись у галузі польової археології, тюркських писемних пам'яток.
З 1979 року працював в Інституті історії, мови і літератури БФ АН СРСР завідувачем відділом мови (1992—1993). У 1993—1996 роках — в. о. головного вченого секретаря АН РБ, член-кореспондент АН РБ (1995), академік-секретар Відділення гуманітарних наук АН РБ (1996—2006).
З 2000 по 2013 рік — ректор  Уфимського державного інституту мистецтв (УДАІ) імені Загіра Ісмагілова.
Ішмухамет Гільмутдинович Галяутдінов був збирачем башкирського дитячого фольклору.
Зробив істотний внесок у науку тюркологію, теорію і методику дослідження історії літературної мови. У 2004—2006 роках — президент Товариства сходознавців РАН.
Помер 10 жовтня 2015 року в Уфі.

## Праці
Галяутдинов Ішмухамет Гільмутдинович — автор понад  300 наукових праць.
- Башкирские народные детские игры (на башк. и рус. яз.). Кн. первая. 2-е изд., с изм. Уфа: Китап, 2002;
- Башҡорт әҙәби теленең тарихы. Өфө, 1993 (соавт.);
- Очерки истории башкирского литературного языка. М., 1989 (соавт.);
- Тарих нама-и булгар (Лингвотекстологический анализ списков памятника. Грамматический очерк, лексика, сводный текст и перевод). Уфа, 1990.